# Pintor del león

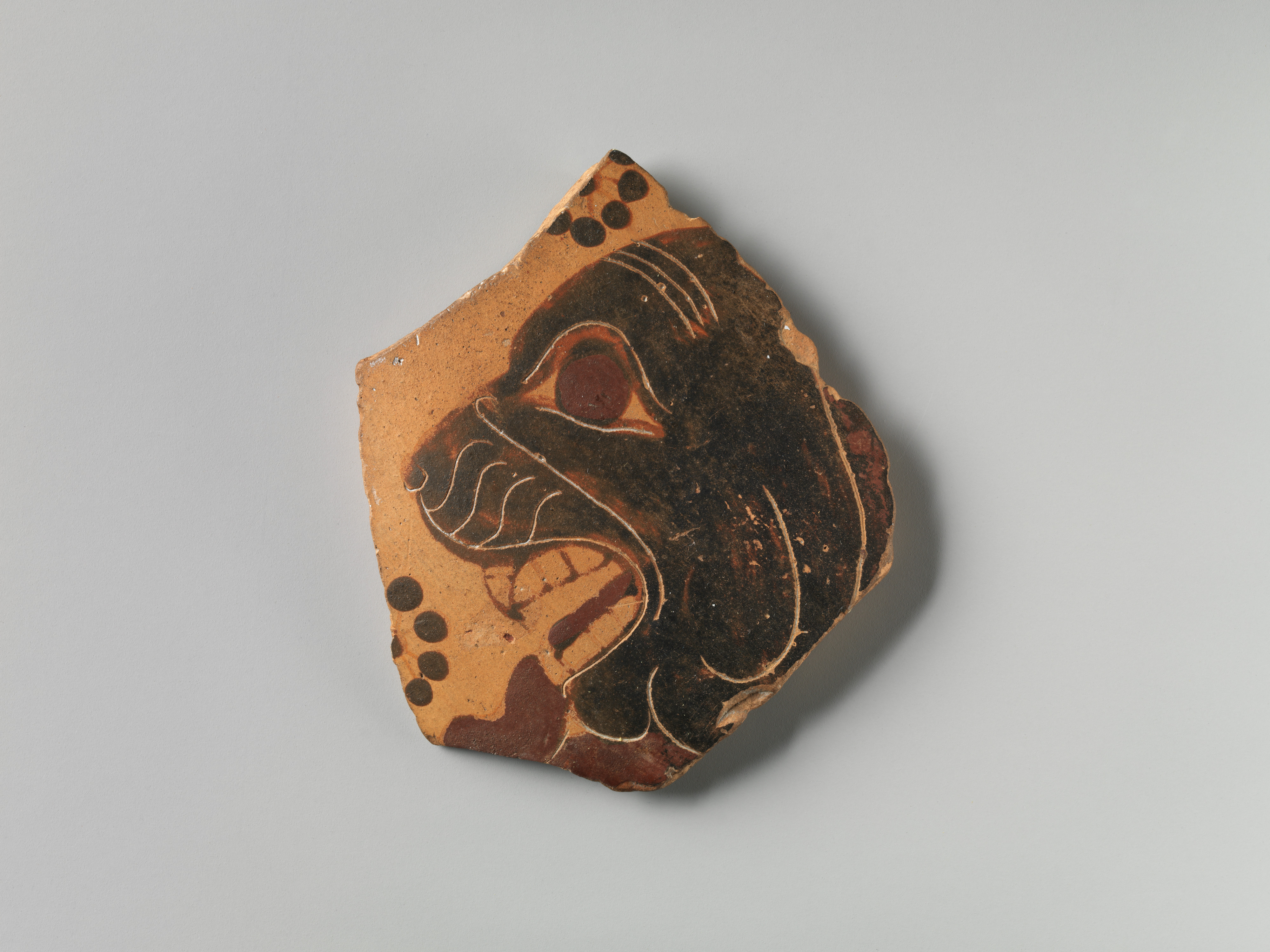
Fragmento de un vaso (630/620 a. C.) con representación de un león; Museo Metropolitano de Arte (38.11.10).

El Pintor del león fue uno de los primeros pintores de figuras negras de Atenas. Estuvo activo entre el 630 y el 600 a. C.
Fue contemporáneo del Pintor de Neso, pero tuvo una influencia menos significativa, a pesar de sus logros artísticos. Todos los vasos que se le atribuyen representan leones. Su trabajo solo se conoce por unos pocos fragmentos, que son, sin embargo, consistentemente de muy alta calidad. El león calvo en el vaso que lleva su nombre parece tener un aspecto triste.

## Obras
- Atenas, Museo Arqueológico Nacional de Atenas: Ánforas de cuello 16392, 16393 y 16394
- Atenas, colección Vlasto: Fragmento de una ánfora de cuello
- Nueva York, Museo Metropolitano de Arte: Fragmento 38.11.10